# Principessa reale
Principessa reale (Princess royal) è il titolo usualmente, ma non automaticamente, conferito da un monarca britannico alla sua figlia maggiore in linea di successione. Il titolo viene detenuto a vita, cosicché una principessa non può riceverlo mentre è in vita un'altra principessa reale (in particolare, la regina Elisabetta II non godette mai del titolo in quanto sua zia, la principessa Mary, ne era in possesso). Il titolo è concesso con regio decreto. In complesso ci sono state sette principesse reali. L'attuale principessa reale è la principessa Anna.
Il titolo nacque quando la regina consorte d'Inghilterra, di Scozia e d'Irlanda Enrichetta Maria, figlia del re Enrico IV di Francia e moglie del re Carlo I, volle imitare l'uso francese di riferirsi alla figlia maggiore del re di Francia con la forma di Madame Royale. Quindi, la principessa Maria Enrichetta Stuart, figlia di Enrichetta Maria e Carlo I, divenne la prima Principessa Reale britannica nel 1642.
La principessa Maria, in seguito regina Maria II d'Inghilterra, figlia maggiore di Giacomo II, e Sofia Dorotea, unica figlia di re Giorgio I, furono candidate al titolo, ma non lo ricevettero mai poiché nel momento in cui avrebbero potuto essere insignite del nuovo titolo, Maria era già principessa d'Orange, e Sofia Dorotea regina di Prussia.

## Lista delle Principesse reali
Quella che segue è la lista completa delle nobildonne ufficialmente insignite del titolo di Principessa reale:
     Contestato
| Ordine      | Immagine | Nome             | Genitore regnante                            | Nascita           | Diventò Principessa Reale | Cessò di essere Principessa Reale | Morte            | Consorte                                                                       |
| ----------- | -------- | ---------------- | -------------------------------------------- | ----------------- | ------------------------- | --------------------------------- | ---------------- | ------------------------------------------------------------------------------ |
| 1           |          | Maria Enrichetta | Carlo I (Stuart)                             | 4 novembre 1631   | 1642                      | 24 dicembre 1660                  | 24 dicembre 1660 | Principe Guglielmo II d'Orange                                                 |
| (In esilio) |          | Luisa Maria      | Giacomo II (Stuart)                          | 28 giugno 1692    | 28 giugno 1692            | 18 aprile 1712                    | 18 aprile 1712   |                                                                                |
| 2           |          | Anna             | Giorgio II (Hannover)                        | 2 novembre 1709   | 1727                      | 12 gennaio 1759                   | 12 gennaio 1759  | Principe Guglielmo IV d'Orange                                                 |
| 3           |          | Carlotta         | Giorgio III (Hannover)                       | 29 settembre 1766 | 1789                      | 6 ottobre 1828                    | 6 ottobre 1828   | Re Federico I di Württemberg                                                   |
| 4           |          | Vittoria         | Vittoria (Hannover)                          | 21 novembre 1840  | 1841                      | 5 agosto 1901                     | 5 agosto 1901    | Imperatore Federico III di Germania                                            |
| 5           |          | Luisa            | Edoardo VII (Sassonia-Coburgo-Gotha)         | 20 febbraio 1867  | 1905                      | 4 gennaio 1931                    | 4 gennaio 1931   | Duca Alexander Duff di Fife                                                    |
| 6           |          | Maria            | Giorgio V (Sassonia-Coburgo-Gotha) (Windsor) | 25 aprile 1897    | 1932                      | 28 marzo 1965                     | 28 marzo 1965    | Conte Henry Lascelles di Harewood                                              |
| 7           |          | Anna             | Elisabetta II (Windsor)                      | 15 agosto 1950    | 13 giugno 1987            | Presente                          | Vivente          | Mark Phillips (1973-1992, divorzio) Viceammiraglio Timothy Laurence (dal 1992) |

## Figlie maggiori del re
Anche prima che si iniziasse a concedere il titolo di principessa reale, la figlia maggiore del re d'Inghilterra aveva uno status speciale per la legge. Secondo la Magna Carta, i baroni del regno dovevano contribuire per finanziare il primo matrimonio della figlia maggiore del sovrano; in base ad uno statuto del 25º anno di regno di Edoardo III, dormire con la figlia maggiore del re prima del suo matrimonio costituiva un atto di alto tradimento punibile con la morte.
Qui di seguito è riportata la lista delle figlie maggiori di monarchi regnanti d'Inghilterra, Gran Bretagna o Regno Unito che non ricevettero il titolo di principessa reale:
1. 1066 o 1067-1087: Adele di Normandia (1062 o 1067-1137?), figlia di Guglielmo il Conquistatore e moglie di Stefano II, conte di Blois;
2. 1102-1135: Imperatrice Matilde (1102-1167), figlia di Enrico I d'Inghilterra e moglie di Enrico V di Franconia, in seguito di Goffredo V d'Angiò, madre di Enrico II d'Inghilterra; venne nominata erede del trono d'Inghilterra dal padre e fu effettivamente regina per un solo anno, nel 1141;
3. 1136-1154: Maria di Boulogne (1136-1182), figlia di Stefano d'Inghilterra e moglie di Matteo d'Alsazia, conte di Boulogne;
4. 1156-1189: Matilde, duchessa di Sassonia (1156-1189), figlia di Enrico II d'Inghilterra e moglie di Enrico il Leone, duca di Sassonia;
5. 1210-1216: Giovanna d'Inghilterra (1210-1238), figlia di Giovanni d'Inghilterra e moglie di re Alessandro II di Scozia;
6. 1240-1272: Margherita d'Inghilterra (1240-1275), figlia di Enrico III d'Inghilterra e moglie di re Alessandro III di Scozia;
7. 1272-1298: Eleonora d'Inghilterra (1269-1298), figlia di Edoardo I d'Inghilterra e moglie di Enrico III di Bar;
8. 1298-1307: Giovanna d'Acri (1272-1307), altra figlia di Edoardo I d'Inghilterra e moglie di Gilberto de Clare, 7º conte di Hertford; rimasta vedova sposò Ralph de Monthermer, 1º barone Monthermer. Visto che sua sorella più grande morì durante il regno del padre lei divenne la figlia maggiore del monarca regnante;
9. 1307: Margherita Plantageneto (1275-1333?), figlia anch'essa di Edoardo I d'Inghilterra e moglie di Giovanni II, duca di Brabante. Fu la figlia maggiore del re per brevissimo tempo, tra la morte della sorella Giovanna nell'aprile 1307 e la morte del padre nel luglio dello stesso anno;
10. 1318-1327: Eleonora di Woodstock (1318-1355), figlia di Edoardo II d'Inghilterra e moglie di Reginaldo II di Gheldria;
11. 1332-1377: Isabella di Coucy (1332-1379 o 1382), figlia di Edoardo III d'Inghilterra e moglie di Enguerrand VII di Coucy;
12. 1399-1409: Bianca d'Inghilterra (1392-1409), figlia di Enrico IV d'Inghilterra e moglie di Ludovico III del Palatinato, figlio di Roberto del Palatinato;
13. 1409-1413: Filippa d'Inghilterra (1394-1430), figlia di Enrico IV d'Inghilterra e moglie di Eric di Pomerania, re di Danimarca, Norvegia e Svezia. Divenne la figlia maggiore del sovrano regnante alla morte della sorella Bianca;
14. 1466-1483: Elisabetta di York (1466-1503), figlia di Edoardo IV d'Inghilterra e moglie di Enrico VII d'Inghilterra, erede presuntiva tra il 1466 ed il 1470;
15. 1489-1509: Margherita Tudor (1489-1541), figlia di Enrico VII d'Inghilterra e moglie di re Giacomo IV di Scozia, erede presuntiva tra nel 1509-1511 e nel 1511-1516;
16. 1516-1547, ma dichiarata illegittima nel 1533, Maria (1516-1558), figlia di Enrico VIII d'Inghilterra e moglie di Filippo II di Spagna, erede presuntiva nel 1516-1534 e nel 1547-1553. Divenne effettivamente regina d'Inghilterra e Irlanda come Maria I (1553-1558);
17. 1603-1625: Elisabetta Stuart (1596-1662), figlia di Giacomo I d'Inghilterra e moglie di Federico V Elettore Palatino, erede presuntiva tra il 1625 ed il 1630;
18. 1685-1689: Maria (1662-1694), figlia di Giacomo II d'Inghilterra e moglie di Guglielmo III d'Orange, erede presuntiva nel 1685-1688, divenne poi regina d'Inghilterra, Scozia e Irlanda come Maria II (1689-1694);
19. 1714-1727: Sofia Dorotea di Hannover (1687-1757), figlia di Giorgio I di Gran Bretagna e moglie di Federico Guglielmo I di Prussia; era già divenuta regina di Prussia prima che il padre ascendesse al trono;
20. 1936-1952 Elisabetta (1926-2022), figlia di Giorgio VI del Regno Unito e moglie del principe Filippo, duca di Edimburgo; fu erede presuntiva nel 1936-1952 ed in seguito divenne regina del Regno Unito come Elisabetta II. Non divenne principessa reale perché mentre era figlia di re, era ancora in vita un'altra principessa reale, la zia paterna Mary, contessa di Harewood.

## Futuro del titolo
Dato che il titolo è conferito vita natural durante e il re attuale, Carlo III, non ha figlie femmine, l'unica possibilità di una sua concessione, dopo la morte della detentrice attuale, è quella che il Principe William, dopo essere diventato re, lo assegni a sua figlia, la Principessa Charlotte.